# Stelletta rugosa
Stelletta rugosa är en svampdjursart som beskrevs av Burton 1926. Stelletta rugosa ingår i släktet Stelletta och familjen Ancorinidae. Inga underarter finns listade i Catalogue of Life.